# Chiesa dei Santi Udalrico e Volfango
La chiesa dei Santi Udalrico e Volfango (in lingua tedesca Pfarrkirche St. Ulrich und Wolfgang) è la parrocchiale di Nova Ponente, in Alto Adige. Fa parte del decanato di Egna-Nova Ponente e la sua storia inizia nel XIII secolo.

## Storia

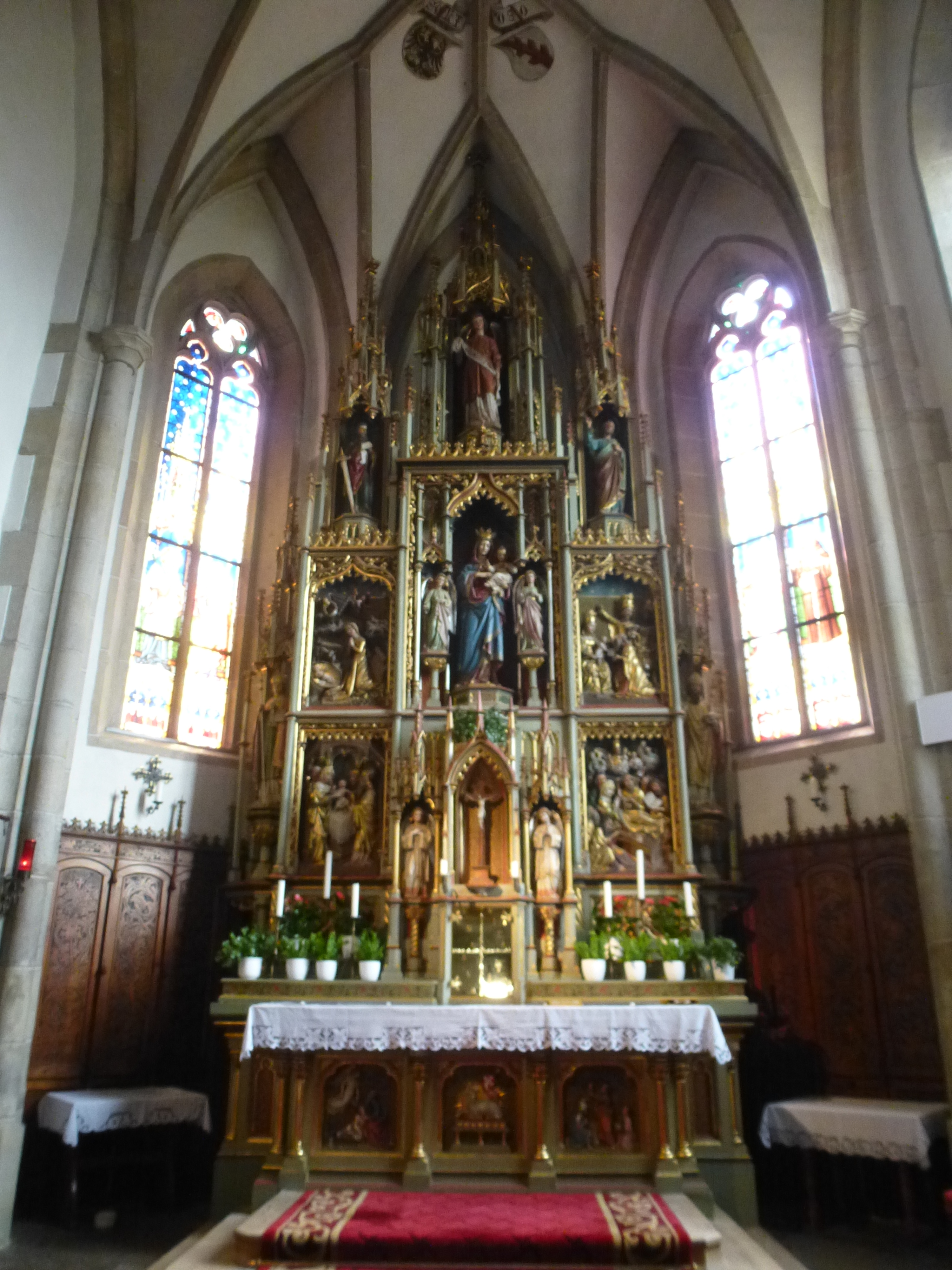
Altar maggiore della chiesa dei Santi Udalrico e Volfango.

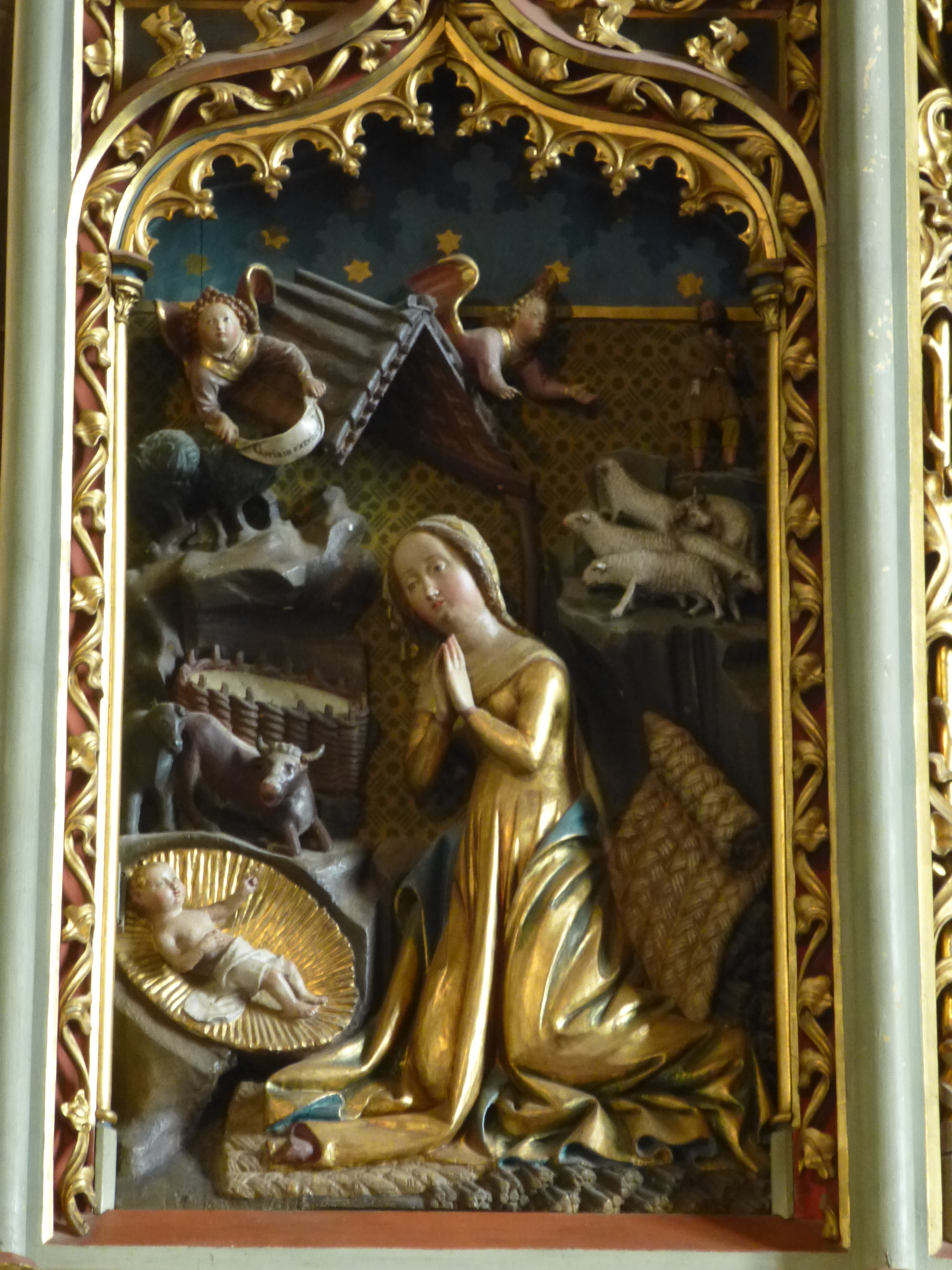
Particolare dell'altar maggiore della chiesa dei Santi Udalrico e Volfango.

Sin dal XIII secolo sul sito dove si trova la chiesa dei Santi Udalrico e Volfango era presente un tempio romanico con dedicazione a san Benedetto. Di questo edificio storico ci è pervenuta solamente la torre campanaria che è stata in seguito adattata al nuovo luogo di culto con modifiche alle finestre ed alla cuspide del tetto, che fu anche danneggiata da eventi atmosferici.
Nel 1455 iniziò la costruzione della nuova chiesa poiché l'edificio primitivo non era più adatto alle esigenze dei fedeli. La copertura del tetto fu realizzata con lastre di pietra arenaria locale e lo stile che ispirò il progetto fu quello gotico, caratterizzato da finestre alte e sottili, in questo caso con vetrate riccamente colorate.
Alcune parti degli altari laterali erano già state scolpite nel 1420, prima che si iniziasse il nuovo edificio,  da Hans von Judenburg. Originariamente infatti le sculture erano state pensate per il duomo di Bolzano.
Verso la fine del XIX secolo fu costruito l'altar maggiore dallo scultore Dominikus Trenkwalder di Innsbruck.

### Leggenda del prestito fiemmese

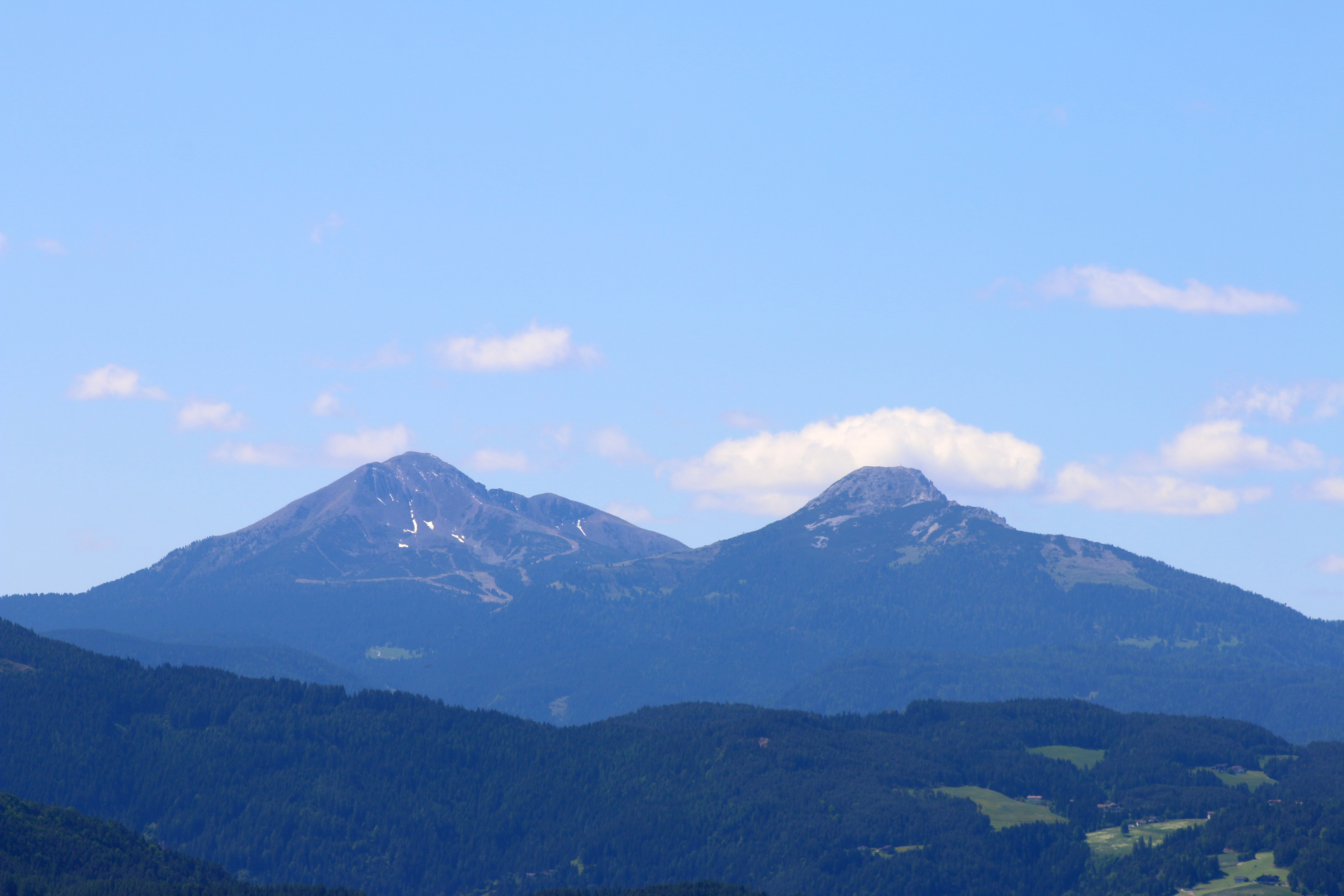
Corno Bianco e Corno Nero nella vicina Val di Fiemme.

Sulla chiesa si trova l'incisione della data 1455, che ricorda l'inizio della costruzione, e sotto di questa l'aquila stemma dell'arcidiocesi di Trento. A questo legame con Trento è associata una leggenda secondo la quale Nova Ponente chiese un prestito alla vicina Val di Fiemme e che i fiemmesi, con un inganno, anticiparono il momento della restituzione del capitale obbligando così i novaponentani, per onorare gli impegni, a cedere il Corno Nero, il Corno Bianco e tutti i territori ad essi legati, che da quel momento entrarono a far parte della Val di Fiemme, quindi del Trentino.

## Descrizione
L'edificio situato nel centro dell'abitato di Nova Ponente ha un orientamento verso est. Il prospetto principale è rivolto al camposanto, che si trova su un piccolo terrazzamento protetto da un muro. La facciata è semplice, a capanna con due spioventi che formano un angolo acuto, ed è tipicamente gotica, rivestita in pietra a vista di arenaria locale. Si presenta in modo asimmetrico, e il portale esterno corrisponde nella sala alla navata di destra.
L'interno è a due navate di dimensioni e forme diverse. Gli altari ed il fonte battesimale conservano sculture in legno che vennero probabilmente pensate per l'altar maggiore della chiesa di Santa Maria Assunta di Bolzano. Sono opera di Hans von Judenburg e risalgono circa al 1424. La pala dell'altar maggiore raffigura il Rosario ed è opera settecentesca attribuita a Francesco Unterberger.